# Бирковское
Бирковское (укр. Бірківське) — село на Украине, находится в Овручском районе Житомирской области.
Код КОАТУУ — 1824286703. Население по переписи 2001 года составляет 21 человек. Почтовый индекс — 11100. Телефонный код — 4148. Занимает площадь 0,304 км².

## Адрес местного совета
11111, Житомирская область, Овручский р-н, с.Рудня, Школьная, 24